# Émeute d'Epsom
 (juillet 2025).
L'émeute d'Epsom a lieu le 17 juin 1919 lorsque 300 à 800 soldats canadiens attaquent le poste de police d'Epsom, dans le comté de Surrey, en Angleterre. Le sergent Thomas Green, un officier de police britannique, est blessé au cours de l'incident et décède le lendemain.
Les Canadiens viennent de l'hôpital de convalescence de Woodcote Park, une base militaire temporaire utilisée comme hôpital de convalescence. La Première Guerre mondiale étant terminée, la discipline au camp se relâche. Les retards dans le rapatriement des soldats canadiens entraînent treize émeutes dans les camps britanniques, entre novembre 1918 et juin 1919. L'émeute débute lorsque deux militaires canadiens sont arrêtés à la suite d'une altercation dans un pub local. Leurs camarades marchent sur le poste de police de la ville pour exiger leur libération. Les soldats arrachent les grilles qui entourent le commissariat pour s'en servir comme projectiles et comme matraques. Au cours de la lutte qui s'ensuit, le soldat Allan McMaster, un ancien forgeron, saisit une barre de métal et frappe Green à la tête. Le sergent meurt le lendemain, sans avoir repris connaissance.
Sept hommes comparaissent aux assises du Surrey en juillet 1919. Ils sont reconnus coupables d'émeute, mais sont acquittés de l'homicide involontaire. Ils sont condamnés à un an de prison, mais sont libérés au bout de quelques mois seulement. Dix ans après son retour au Canada, Allan McMaster, l'un des prisonniers, avoue le meurtre. Comme il avait déjà été reconnu innocent d'homicide involontaire, il n'est pas renvoyé au Royaume-Uni.